# مسابقات بسکتبال قهرمانی زیر ۱۶ سال آسیا
مسابقات بسکتبال قهرمانی زیر ۱۶ سال آسیا، یک رقابت بسکتبال زیر ۱۶ سال در منطقه فیبا آسیا است. این رویداد در سال ۲۰۰۹ آغاز شد و هر دو سال یکبار برگزار می شود. چهار تیم برتر این مسابقات  جواز حضور در مسابقات قهرمانی زیر ۱۷ سال جهان کسب می کنند.

## نتایج
| دوره        | میزبان    |                                       | دیدار پایانی                          | دیدار پایانی                          | دیدار پایانی                          |                                       | رده بندی                              | رده بندی                              | رده بندی |
| دوره        | میزبان    | قهرمان                                | نتیجه                                 | نایب قهرمان                           | سوم                                   | نتیجه                                 | چهارم                                 |                                       |          |
| ----------- | --------- | ------------------------------------- | ------------------------------------- | ------------------------------------- | ------------------------------------- | ------------------------------------- | ------------------------------------- | ------------------------------------- | -------- |
| ۲۰۰۹ جزئیات | جوهر بهرو | · چین                                 | ۶۹-۱۰۴                                | · کرهٔ جنوبی                           | · ایران                               | ۷۳-۸۳ (و.ا)                           | · فیلیپین                             |                                       |          |
| ۲۰۱۱ جزئیات | نها ترنگ  | · چین                                 | ۵۲-۹۲                                 | · کرهٔ جنوبی                           | · ژاپن                                | ۸۱-۹۴                                 | · فیلیپین                             |                                       |          |
| ۲۰۱۳ جزئیات | تهران     | · چین                                 | ۷۸-۸۵                                 | · فیلیپین                             | · ژاپن                                | ۷۲-۸۵                                 | · تایوان                              |                                       |          |
| ۲۰۱۵ جزئیات | جاکارتا   | · کرهٔ جنوبی                           | ۶۹-۷۸                                 | · تایوان                              | · چین                                 | ۵۸-۸۰                                 | · ژاپن                                |                                       |          |
| ۲۰۱۷ جزئیات | فوشان     | · استرالیا                            | ۶۷-۹۱                                 | · چین                                 | · نیوزیلند                            | ۶۰-۷۶                                 | · فیلیپین                             |                                       |          |
| ۲۰۱۹        | بیروت     | برگزار نشد (به دلیل همه گیری کوید-۱۹) | برگزار نشد (به دلیل همه گیری کوید-۱۹) | برگزار نشد (به دلیل همه گیری کوید-۱۹) | برگزار نشد (به دلیل همه گیری کوید-۱۹) | برگزار نشد (به دلیل همه گیری کوید-۱۹) | برگزار نشد (به دلیل همه گیری کوید-۱۹) | برگزار نشد (به دلیل همه گیری کوید-۱۹) |          |
| ۲۰۲۲ جزئیات | دوحه      | · استرالیا                            | ۶۳-۹۴                                 | · ژاپن                                |                                       | · نیوزیلند                            | ۶۲-۸۹                                 | · لبنان                               |          |
| ۲۰۲۳ جزئیات | دوحه      | · استرالیا                            | ۷۶-۷۹                                 | · نیوزیلند                            | · چین                                 | ۵۹-۸۷                                 | · فیلیپین                             |                                       |          |